# Дитяча музична школа
Дитяча музична школа, абревіатура — «ДМШ» — музичний навчальний заклад, у якому діти шкільного віку у вільний від уроків у загальноосвітніх школах час додатково отримують початкові музичні знання і навички. Такі заклади можуть існувати як незалежні установи або ж бути інтегровані в структуру основної школи.
У музичні школи приймають дітей віком від 6 років. Навчання розраховано на 8 років, додатково може бути організовано «нульовий клас» для дітей віком до 6 років. Випускникам закладу, які успішно склали випускні іспити (виконали випускні роботи), видається документ про позашкільну освіту. Закінчення ДМШ збігається з закінченням дев'ятого класу звичайної школи. По закінченню ДМШ діти мають право вступу до музичного училища.
При міжнародному спілкуванні на тему музичних шкіл важливо уточнювати, що мова йде про «дитячу школу», оскільки поняття «школа» (англ. school, нім. Schule та ін) у багатьох країнах може передбачати різний рівень освіти, аж до консерваторського.

## Навчання в дитячій музичній школі в Україні

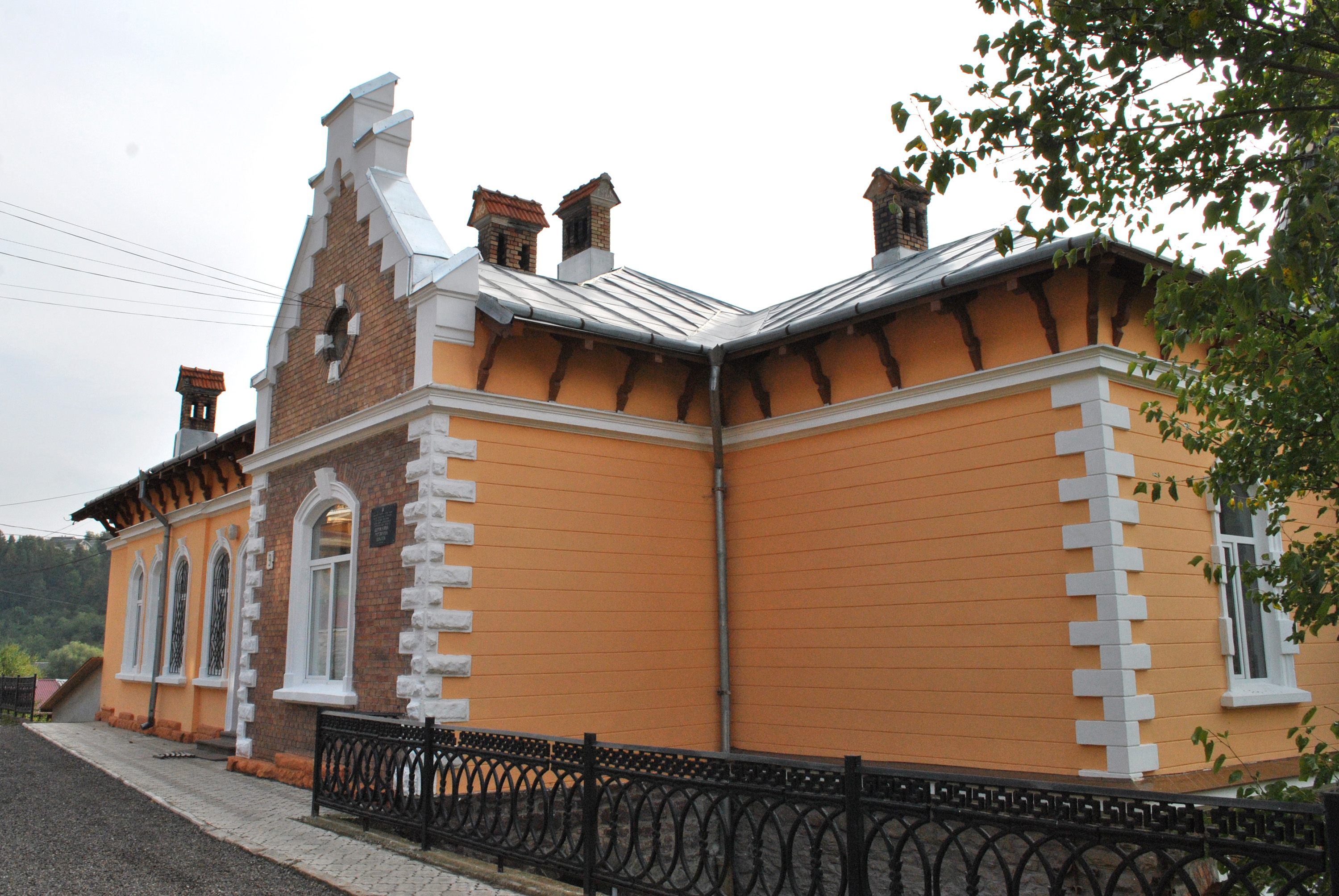
Бучацька музична школа

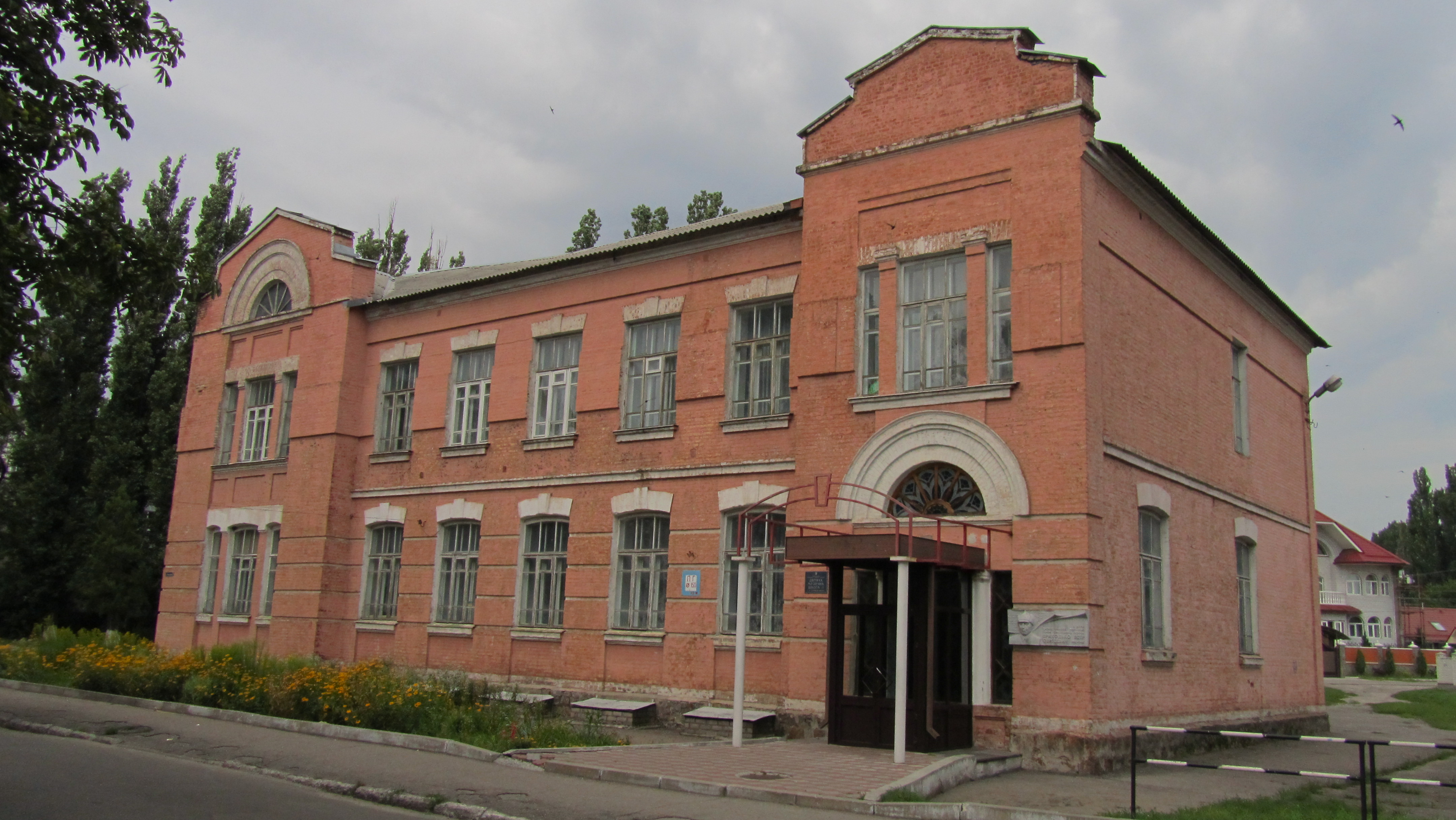
Кременчуцька дитяча музична школа №1

Київська дитяча музична школа №3

### Мистецька школа
В Україні дитячі музичні школи поряд зі школами естетичного виховання офіційно іменуються як мистецька школа. Цю назву було впроваджено після прийняття нового Закону України «Про освіту» 05 вересня 2017 року на зміну попередньої назви — «Початковий спеціалізований мистецький навчальний заклад». Згідно з цим Законом, мистецька школа — заклад спеціалізованої мистецької освіти: музична, художня, хореографічна, хорова, школа мистецтв тощо, який надає початкову мистецьку освіту. Заклад надає державні гарантії естетичного виховання через доступність до надбань вітчизняної і світової культури, готує підґрунтя для занять художньою творчістю, а для найбільш обдарованих учнів — до вибору професії в галузі культури та мистецтва. Заклад може входити до складу навчально-виховних комплексів, навчально-виховних об'єднань з дошкільними, загальноосвітніми та іншими навчальними закладами, а також може мати філії. Фінансування закладів здійснюється за рахунок коштів відповідних бюджетів та плати за навчання учнів. Основним джерелом фінансування закладів є кошти відповідних бюджетів.

#### Навчальні плани музичних шкіл
Навчально-виховний процес у закладі здійснюється за типовими навчальними планами (з 2019 року - «освітніми програмами»), затвердженими Міністерством культури України. В навчальних планах детально розписується перелік обов'язкових предметів та предметів за вибором, кількість годин на тиждень у класах для кожної з навчальних дисциплін, кількість учнів у групі тощо. 
Протягом історії перелік дисциплін і обсяг занять в музичних школах змінювався, що відображає наступна таблиця
|                                                                        | 1987                                                                   | 2002                                                                   | 2006                                                                   | 2015                                                                   | 2019                                                                   |
| Кількість годин на тиждень по окремих дисциплінах для учнів 1-2 класів | Кількість годин на тиждень по окремих дисциплінах для учнів 1-2 класів | Кількість годин на тиждень по окремих дисциплінах для учнів 1-2 класів | Кількість годин на тиждень по окремих дисциплінах для учнів 1-2 класів | Кількість годин на тиждень по окремих дисциплінах для учнів 1-2 класів | Кількість годин на тиждень по окремих дисциплінах для учнів 1-2 класів |
| ---------------------------------------------------------------------- | ---------------------------------------------------------------------- | ---------------------------------------------------------------------- | ---------------------------------------------------------------------- | ---------------------------------------------------------------------- | ---------------------------------------------------------------------- |
| фах                                                                    | 1,5                                                                    | 2                                                                      | 2                                                                      | 2                                                                      | 1-1,5                                                                  |
| сольфеджіо                                                             | 1,5                                                                    | 1,5                                                                    | 1,5                                                                    | 1,5                                                                    | 1                                                                      |
| хор/оркестр                                                            | 1                                                                      | 2                                                                      | 2                                                                      | 2                                                                      | 1-1,5                                                                  |
| предмет за вибором                                                     | 1                                                                      | 1                                                                      | 1                                                                      | 1                                                                      | 1,5                                                                    |
| Кількість годин на тиждень по окремих дисциплінах для учнів 3-4 класів |                                                                        |                                                                        |                                                                        |                                                                        |                                                                        |
| фах                                                                    | 2                                                                      | 2                                                                      | 2                                                                      | 2                                                                      | 1,5-2                                                                  |
| сольфеджіо                                                             | 1,5                                                                    | 1,5                                                                    | 1,5                                                                    | 1,5                                                                    | 1                                                                      |
| музична література                                                     | 1                                                                      | 2                                                                      | 1,5                                                                    | 1,5                                                                    | 1                                                                      |
| хор/оркестр                                                            | 3                                                                      | 3                                                                      | 3                                                                      | 3                                                                      | 1,5-2                                                                  |
| предмет за вибором                                                     | 1                                                                      | 1                                                                      | 1                                                                      | 1                                                                      | 1,5                                                                    |
| Усього годин на тиждень                                                |                                                                        |                                                                        |                                                                        |                                                                        |                                                                        |
| усього для учнів 1 кл                                                  | 5                                                                      | 6,5                                                                    | 6,5                                                                    | 6,5                                                                    | 5                                                                      |
| усього для учнів 3 кл                                                  | 6,5                                                                    | 7,5                                                                    | 9                                                                      | 9                                                                      | 7                                                                      |
| усього для учнів 5 кл                                                  | 8,5                                                                    | 9,5                                                                    | 9                                                                      | 9                                                                      | ?                                                                      |
| Типові навчальні плани передбачені для:                                |                                                                        |                                                                        |                                                                        |                                                                        |                                                                        |
| інструментальні класи                                                  | Так                                                                    | Так                                                                    | Так                                                                    | Так                                                                    | Так                                                                    |
| хорові класи                                                           | Так                                                                    | Так                                                                    | Так                                                                    | Так                                                                    | Так                                                                    |
| класи сольного співу                                                   | Ні                                                                     | Так                                                                    | Так                                                                    | Так                                                                    | Ні                                                                     |
| "Нульовий" клас                                                        |                                                                        |                                                                        |                                                                        |                                                                        |                                                                        |
|                                                                        | Ні                                                                     | Ні                                                                     | Так                                                                    | Так                                                                    | Ні                                                                     |
| джерело даних                                                          | [ 3 ]                                                                  | [ 4 ]                                                                  | [ 5 ]                                                                  | [ 6 ]                                                                  | [ 7 ]                                                                  |

1. ↑  Згідно з наказом розрахунок годин ведеться в цілому за рік. В таблиці значення приведені із розрахунку 35 тижнів на один навчальний рік
2. ↑  Дисципліна іменується «музична грамота»
3. ↑  «Колективне музикування»
4. ↑  «Варіативний складник», може бути використаний як предмет за вибором або для збільшення годин одного з предметів
5. ↑  Дисципліна іменується «музична грамота»
6. 1 2  починаючи з 4-го класу
7. ↑  1 година - світова музична література і 1 година - українська музична література
8. 1 2 3  починаючи з 3-го класу
9. ↑  Дисципліна іменується «бесіди про мистецтво»
10. ↑  «Колективне музикування»
11. ↑  «Варіативний складник», може бути використаний як предмет за вибором або для збільшення годин одного з предметів
12. ↑  Освітня програма розроблена лише для 1-4 класів

### Дитячі музичні школи-студії
При багатьох загальноосвітніх школах і клубах є гуртки, «школи» і студії, де дітей навчають музиці. Загальна тривалість та організація навчання в них можуть варіюватися. Рівень занять нижче, ніж у ДМШ; по закінченні такої студії вступити в училище майже нереально. Але для учня, не претендує ні на яке музичне майбутнє, територіальна доступність подібних закладів може бути важливіше.

### Середні спеціальні музичні школи
Особливим різновидом музичних шкіл в Україні та інших країнах колишнього СРСР є середні спеціальні музичні школи (ССМШ) при консерваторіях (музичних академіях) . У навчальному плані ССМШ об'єднані загальноосвітні та музичні предмети. Навчання триває 11 років (раніше — 10, через що з'явилася і зберігається назва «десятирічка») і є повністю безкоштовним. Рівень підготовки учнів як правило перевершує учнів районних ДМШ відповідного віку. «Десятирічки» готують своїх учнів для вступу безпосередньо в консерваторію (музичну академію), минаючи стадію училища. 
Станом на 2015 рік 4 подібні школи фінансувались безпосередньо з державного бюджету:	
- Київська середня спеціалізована музична школа-інтернат імені М.В. Лисенка (м. Київ)
- Одеська середня спеціалізована музична школа-інтернат імені професора П.С. Столярського (м. Одеса)
- Харківська середня спеціалізована музична школа-інтернат (м. Харків)
- Львівська середня спеціалізована музична школа-інтернат імені С. Крушельницької (м. Львів)

## Історія системи музичних шкіл

### Російська імперія
У першій половині XIX століття у великих містах Російської імперії стали з'являтися перші платні приватні музичні школи. У другій половині XIX століття з ініціативи російських композиторів А. К. Лядова, М. А. Римського-Корсакова і С. В. Танєєва створюються спільні музичні школи. Тоді вони не були розраховані виключно на дітей. Серед подібних навчальних закладів популярність отримала Безкоштовна музична школа, заснована в 1862 році в Санкт-Петербурзі за ініціативою М. А. Балакірєва і Р. Я. Ломакіна.

### Радянський Союз
У 1918 році в Петрограді була заснована перша державна дитяча музична школа (Музична школа імені Н. А. Римського-Корсакова). До другої половині 1920-х років у країні було два типи музичних шкіл: чотирирічна музична школа першого ступеня для дітей та курси загальної музичної освіти для дорослих. У 1933 році дитячі чотирирічні школи були реорганізовані у семирічні ДМШ. Ці школи були зроблені початковою ланкою професійної музичної освіти. Основна увага там приділялася навчанню грі на музичних інструментах. Була створена система професійної музичної освіти ШУВ («школа — училище — вищий навчальний заклад»). У той же час при консерваторіях були створені спеціальні десятирічні музичні школи — ССМШ — які поряд з середньою давали і професійну освіту, необхідну для вступу в музичний вуз. Після війни з'явилися п'ятирічні вечірні музичні школи, орієнтовані на молодь.
У 1933 році в місті Вінниця була заснована перша дитяча музична школа, в які дозволялося навчатися дітям з простих сімей.
В СРСР дитячі музичні школи не тільки виконували роль початкової ланки професійної музичної освіти, але і забезпечували загальноестетичне виховання дітей. Діяльність цих шкіл була регламентована відповідним положенням 1978 року. Цю систему в 1980-ті роки піддавав критиці музикознавець Р. М. Ципін. На його думку, при такому навчанні майбутні професійні музиканти отримують недостатню кількість навичок і вмінь, а діти, які не мають професійних музичних здібностей, змушені вивчати непотрібний їм комплекс академічних вправ, що може викликати негативне ставлення до музики і відхід з школи. Тому батькам найздібніших учнів ДМШ педагоги іноді радили (і радять зараз) перевести своїх дітей у ССМШ в середніх класах, а по відношенню до слабких учнів — полегшували вимоги.

### Сучасні проблеми музичних шкіл
Найбільшою проблемою музичних шкіл є загроза їх закриття або їх філій, викликана браком фінансування. Якщо до 2015 року в разі виникнення дефіциту в місцевому бюджеті школи отримували освітню субвенцію з центрального бюджету, то з 2016 року така можливість у бюджеті України була виключена. За інформацією Міністерства фінансів станом на кінець 2016 року фінансування позашкільної освіти за рахунок субвенції потребувало би вишукання коштів в обсязі понад 2 млрд грн. Станом на початок 2017 року під загрозою закриття опинилося порядку 1500 музичних шкіл
У 2017 році Міністерство культури (міністр — Є. Нищук) виступило з пропозицією реформи Початкових спеціалізованих навчальних мистецьких закладів, що передбачає зміну офіційної назви на «мистецькі школи», перехід з навчальних планів на освітні програми, а також поділ учнів на тих, що отримують «формальну освіту» (необхідну для продовження навчання або роботи за професією) і «неформальну» (що не передбачає продовження професійної освіти). Відповіддю на цю пропозицію стали листи від обласних рад директорів та окремих директорів шкіл естетичного виховання, а також Всеукраїнської ради директорів шкіл естетичного виховання, в яких вказувалося, що наслідки реформи можуть бути руйнівними. 
В окремих випадках з'явилися ініціативи щодо переходу шкіл на часткову самоокупність. Наприклад, у міськраді Дніпра запропонували навчати лише 20% із числа малозабезпечених на пільгових умовах, 20% найбільш здібних за мінімальну плату, а решту 60% - із розрахунку самоокупності Реакцією на цю ініціативу були протести громадськості
Важливими етапами реформи стали накази Міністерства культури України № 352 від 24.04.2019 та № 628 від 12.07.2018, які передбачали зміни у типових навчальних планах і порядку атестації викладачів. Зменшення фактичного обсягу занять до рівня 1987 року, вилучення освітніх програм з театрального мистецтва та сольного співу, а також ускладнення процесу атестації викладачів спонукали до появи петиції до Кабінету міністрів, що закликала скасувати ці накази та проведення акції протесту під стінами Міністерства культури.

## Дитяча музична освіта за кордоном
Можливості для навчання дітей музиці передбачені у всіх розвинених державах світу. Ситуація різниться по країнах, але, в цілому, проглядаються наступні особливості зарубіжної дитячо-підліткової музичної освіти, порівняно з країнами колишнього СРСР:
- на звичайних шкільних уроках співу (музики) набувається дітьми більший обсяг знань, часто включає елементи нотної грамоти;
- у багатьох звичайних школах як факультатив — можна навчатися гри на струнному та/або духовому інструменті на мінімальному рівні і брати участь у шкільному оркестрі (див. фото з такого заняття в Taimei Elementary School гір. Токіо, сайт школи [Архівовано 2 лютого 2017 у Wayback Machine.] в м. Гамбурзі і ін);
- при виявленні музичних здібностей є варіанти переходу до спецшколи чи гімназії (прикладами таких установ є ССМШ при Берлінській вищій школі музики, школи при деяких консерваторіях у Китаї та інших), причому в молодшому віці, ніж поступають в музичні училища в Україні. Аналогів радянської системи ШЕВ за кордоном не існує — і випускники таких закладів далі відразу йдуть в консерваторії;
- приватне індивідуальне чи в невеликих студіях навчання музиці поза стінами державних навчальних закладів поширене ширше, ніж в Україні;
- як і в Україні, батьки часто хочуть, щоб їх дитина отримала якісь музичні навички, але традиції навчання до рівня випускників радянських ДМШ за кордоном майже немає: за відсутності наміру стати професійним музикантом зазвичай обмежуються рівнем, що відповідає трьом-чотирьом рокам занять у ДМШ.